# محمد البربير
محمد مصباح بن محمد البَربير (1845 - 1865) شاعر عثماني لبناني. هو حفيد الشاعر أحمد البربير. ولد في بيروت ونشأ بها ودرس على‌ شيوخها. عمل كاتبًا في مجلس التحقيق. توفي في شبابه بسبب طاعون. له ديوان شعر جمعه شقيقه عمر وسمّاه «البدر المنير في نظم مصباح البربير».

## سيرته
هو محمد مصباح بن محمد بن أحمد بن عبد اللطيف بن أحمد البربير الحسني. ولد سنة 1845 م/ 1261 هـ في بيروت عاصمة إيالة صيدا العثمانية ونشأ بها. تلقى علومه فيها على شيوخها الكبار. درس علومه الدينية وحفظ القرآن وأتقن صناعة الخط عن عبد الرحمن النحاس، ثم تلقى علوم التجويد والإتقان عن إسماعيل الحافظ الطنطاوي، ثم حضر بعض كتب العلم على عبد الله خالد البيروتي. 

استُخدم في مجلس التحقيق بوظيفة كاتب. زار مصر عام 1863. 

توفي محمد مصباح البربير سنة 1282 هـ/ 1865 م في بمدينة بيروت في الحادية والعشرين من عمره بسبب طاعون في أيام تفشيات وباء الكوليرا الرابع.

## شعره
كان له ولع بالشعر منذ صغره. وله ديوان صغير جمعه شقيقه عمر البربير وسمّاه «البدر المنير في نظم مصباح البربير» ونشره سنة 1872 بالمطبعة الأميركانية. ذكر في معجم البابطين «على قصر عمره فإن شعره غزير ونظمه وفير، وتنويعه في الأوزان وأنساق القوافي كثير، فضلاً عن تعدد الأغراض، إذ نظم في المدح وأكثر منه، وله غزل قليل، كما نظم في الوصف والتهنئة وأرخ للأبنية والمناسبات المختلفة، وله ألغاز منظومة جاءت في لغة صعبة وخيال قليل، شطر القصائد واقتبس بعضها مثل أعجاز قصيدة لطرفة بن العبد البكري، كما نظم الموشحات ونوع في أدوارها، بما يعكس تمكنه من فنون الشعر المختلفة، وسعة اطلاعه على إنتاج فحول شعراء العربية والإفادة منه، فهو شاعر مقلد، حريص على جزالة اللفظ وقوة التركيب وتنوع أساليب البلاغة.».

من شعره «قلبي وجسمي»: